# Суварин, Борис
Бори́с Суварин (фр. Boris Souvarine, при рождении Борис Константинович Лившиц; 5 ноября 1895, Киев — 1 ноября 1984, Париж) — русский и французский политический деятель, писатель, журналист и историк, сооснователь Французской коммунистической партии.

## Биография
Борис Константинович Лифшиц родился в Киеве в 1895 году в еврейской семье, сын Константина (Калмана Берковича) Лифшица (из Борзны) и Мины (Мехли Лейбишевны) Штейнберг. Около 1900 года его семья переехала в Париж и впоследствии приняла французское гражданство. Учился на ювелира. В 1914 году вступил во французскую секцию рабочего интернационала. Сотрудничал в газете Жана Лонге Le Populaire и издании Максима Горького Новая жизнь. Принял псевдоним «Суварин» по имени русского революционера — персонажа романа Эмиля Золя «Жерминаль». Известно открытое письмо В. И. Ленина Борису Суварину (1918; Сочинения, т. 30).
17 мая 1920 года в ходе облавы правительственных сил был арестован по обвинению в «анархистском заговоре», но освобождён в марте 1921 года с Фернаном Лорио и Пьером Монаттом. Был одним из основателей Французской коммунистической партии (пребывая в заключении, был наряду с Лорио избран почётным председателем Турского конгресса СФИО, на котором большинство поддержало трансформацию в компартию), входил в её руководство. Делегат 3-го конгресса Коминтерна, член Исполкома Коминтерна, — в это время жил, в основном, в Москве. В 1924 поддерживал Троцкого против Сталина, был снят со своих постов в Коминтерне. Вернулся во Францию, сблизился с Альфредом Росмером и другими троцкистами.
В 1925 издавал Bulletin Communiste, организовал марксистско-ленинский коммунистический кружок (впоследствии Демократический коммунистический кружок). В 1927 разошёлся с Троцким по ряду вопросов. В частности, Суварин считал систему, существовавшую в СССР, государственным капитализмом, в то время как Троцкий — «деформированным рабочим государством».
В 1935 написал биографию Сталина «Сталин. Очерк истории большевизма» (). В 1935 основал Институт социальной истории (Institut d’Histoire Sociale), собиравший материалы по истории коммунизма, СССР и рабочего движения — французское отделение амстердамского Международного института социальной истории. Впоследствии порвал с коммунизмом, однако продолжал исследовать это политическое явление как историк.
Во время Второй мировой войны был арестован правительством Виши, но отпущен благодаря сочувствующему офицеру и бежал в США. После войны издавал журналы Est-Ouest и Le Contrat social, состоял в антисталинистских левых организациях.
Дружил и сотрудничал с Панаитом Истрати, оставил воспоминания о Бабеле, впоследствии переписывался с Солженицыным.
Умер в Париже в 1984 году.

## Труды
- Staline, aperçu historique du bolchévisme, Plon, 1935 // Cталин: критический обзор большевизма. Alliance Book Corp. Лонгман, Грин и Ко, 1939.
- Cauchemar en URSS, Revue de Paris, 1937.
- Ouvriers et paysans en URSS, Librairie du travail, 1937.
- Un Pot-pourri de Khrouchtchev : à propos de ses souvenirs, Spartacus, 1971.
- Le Stalinisme, Spartacus, 1972.
- Autour du congrès de Tours, Ivrea, 1981.
- L’observateur des deux mondes et autres textes, La Différence, 1982.
- Souvenirs sur Isaac Babel, Panaït Istrati, Pierre Pascal — suivi d’une lettre à Alexandre Soljenitsyne, Lebovici, 1985.
- A contre-courant (recueil de textes de 1925 à 1939), Denoël, 1985.
- Последние разговоры с Бабелем // Континент. 1980. № 23. С. 343—378.

## Дальнейшая жизнь псевдонима
Псевдоним «Борис Суварин» был использован российским журналистом Леонидом Радзиховским в некоторых публикациях периода 2007—2009 годов.